# Палладиум (театр)
Палладиум (англ. London Palladium) ― театр Вест-Энда второго класса, расположенный на Аргайл-стрит в Лондоне, в знаменитом районе Сохо. Он вмещает 2286 мест. Здесь выступают знаменитые артисты. С 1955 по 1969 год здесь проходило варьете-шоу под названием Tonight at the London Palladium. Шоу включало выступление группы The Beatles 13 октября 1963 года. В заголовках газет придумали термин «Битломания», чтобы описать интерес к группе.
В то время как театр имеет свою программу, на его сцене проводятся также разовые спектакли, концерты, специальные телевизионные программы и рождественские пантомимы. Он принимал Royal Variety Performance 43 раза, последний в 2019 году. В марте 2020 года театр закрылся из-за пандемии COVID-19, но вновь открылся через четыре месяца, 1 августа 2020 года. В декабре 2020 года он снова закрылся из-за нового штамма COVID-19, но он вновь откроется весной 2021 года. В феврале 2021 года премьер-министр объявил, что британские театры будут открыты к 17 мая в соответствии с нынешними правительственными указаниями.

## Архитектура
Палладиум был построен в 1910 году Уолтером Гиббонсом, одним из первых кинорежиссёров, с целью составить конкуренцию Лондонскому ипподрому сэра Эдварда Мосса и Колизею сэра Освальда Столла. Фасад датируется 19 веком. Раньше это было временное деревянное здание под названием «Коринфский базар», в котором размещался вольер. Оно предназначалось для привлечения клиентов с недавно закрытого Пантеон-базара на Оксфорд-стрит.
Год спустя Фредрик Хенглер, сын канатоходца, перестроил театр в цирковую арену для развлечений, включавших в себя променадные концерты, пантомимы и водное представление на ринге. Затем он стал Национальным конькобежным дворцом ― катком с настоящим льдом. Однако, каток провалился, и Палладиум был переделан Фрэнком Мэтчемом. В настоящее время на здании установлены памятные таблички Фонда наследия в честь Лью Грэйда и Фрэнки Воана.
Театр сохранил многие из своих первоначальных особенностей и был включен в список второго класса в сентябре 1960 года. В Палладиуме была своя телефонная система, так что обитатели лож могли звонить друг другу. В нём также имелась вращающаяся сцена.

## История

### До Первой мировой войны
Театр предусматривался как главная площадка для эстрадных представлений. Там же были представлены пантомимы. В 1926 году в пантомиме снялась Ленни Дин в роли Золушки, кадры которой сохранились и по сей день. Театр особенно связан с Королевскими эстрадными представлениями, многие из них проводились и проводятся до сих пор. В 1928 году в течение трех месяцев Палладиум также работал как кинотеатр.

### Эпоха Джорджа Блэка
С 3 сентября 1928 года Палладиум вновь открылся под руководством импресарио и продюсера Джорджа Блэка. Когда Блэк взял власть в свои руки, театр был стал к банкротству. Он возродил его состояние, вернувшись к первоначальному духу Палладиума, поставив большие эстрадные шоу, а также став хедлайнером британских мюзиклов, он приглашал таких американских звезд, как Дюк Эллингтон с оркестром, Аделаида Холл, Луи Армстронг и Этель Уотерс.
Вскоре, под руководством Блэка, Палладиум вновь завоевал славу «Ведущего театра эстрады в мире». Блэк управлял театром до самой смерти в 1945 году.
Кульминация шпионского триллера Альфреда Хичкока «Тридцать девять ступеней» 1935 года была снята в Палладиуме.

### Эра Вэла Парнелла

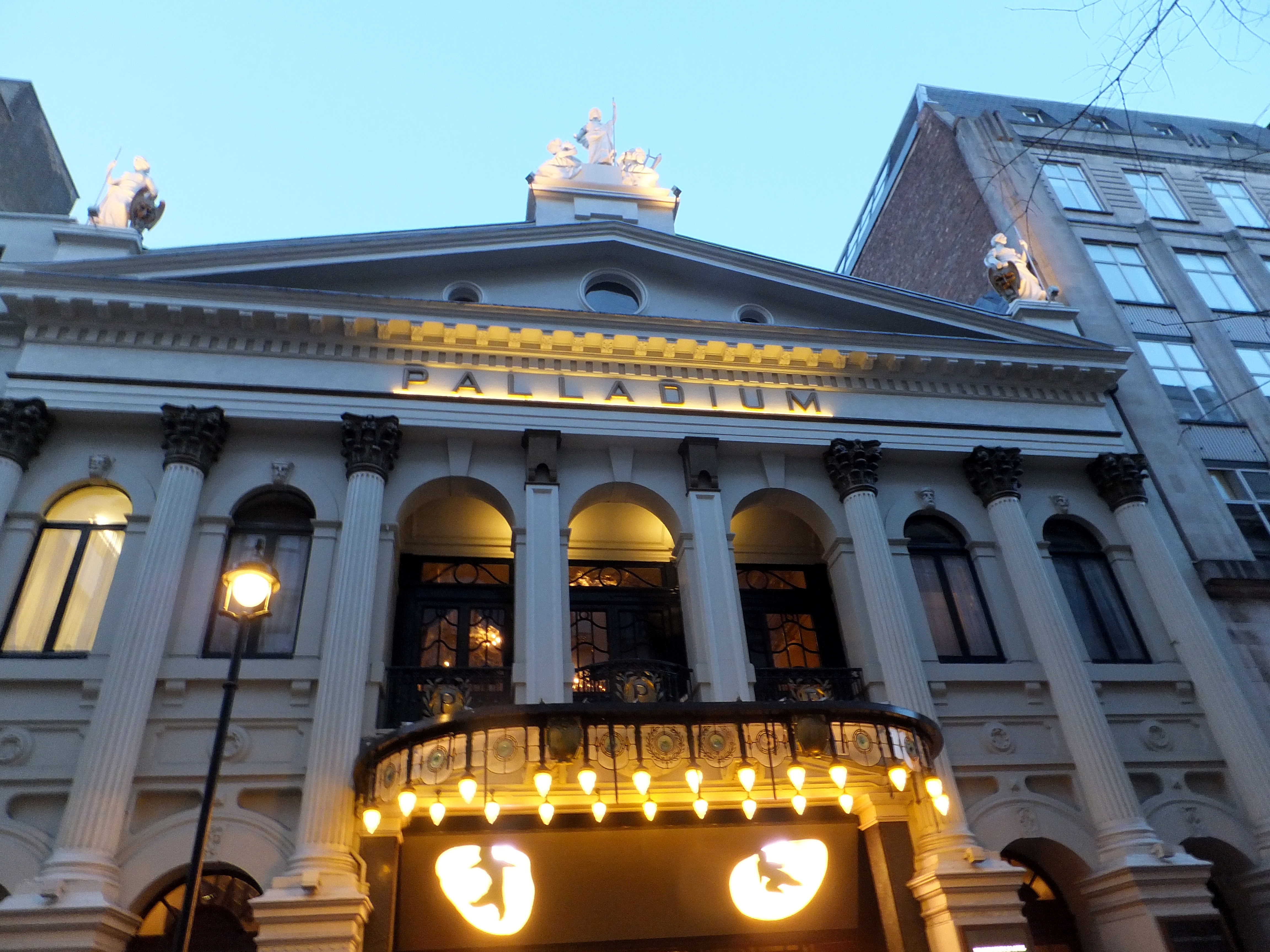
Мюзикл «Кошки» проходил в Палладиуме в 2015 году

Вэл Парнелл занял пост управляющего директора после смерти Джорджа Блэка в 1945 году. Он принял противоречивую, но успешную политику представления дорогостоящих и знаменитых американских актёров. Среди многих в список вошли Кармен Миранда, Джуди Гарленд, Софи Такер, Бинг Кросби, Дэнни Кей, Розмари Клуни, сестры Эндрюс с Виком Шоном и его оркестром, Боб Хоуп, Лайза Миннелли, Лена Хорн, Элла Фицджеральд, Пегги Ли, Фрэнк Синатра, Сэмми Дэвис-младший, Фрэнки Лейн и Джонни Рэй, а также многие британские звезды того времени.
С 1955 по 1967 год театр был местом проведения самого рейтингового варьете Tonight at the London Palladium, организованного сначала Томми Триндером, а затем Брюсом Форсайтом, Норманом Воаном и Джимми Тарбаком. Каждую неделю программа транслировалась в прямом эфире. Постановкой занимался Вэл Парнелл. Шесть программ транслировались в качестве специальных эпизодов в США в период с мая по август 1966 года на канале NBC. Британские звезды шоу включали The Shadows, Петулу Кларк, The Beatles и The Rolling Stones. Публицист The Beatles Тони Барроу говорил, что после первого появления группы на шоу 13 октября 1963 года в Великобритании взлетела Битломания. Их выступление посмотрели 15 миллионов зрителей. В заголовках одной национальной газеты в последующие дни появился термин Битломания для описания феноменального и истерического интереса к группе — и он прижился.
Затем новым управляющим стал Луис Бенджамин.

### Наши дни

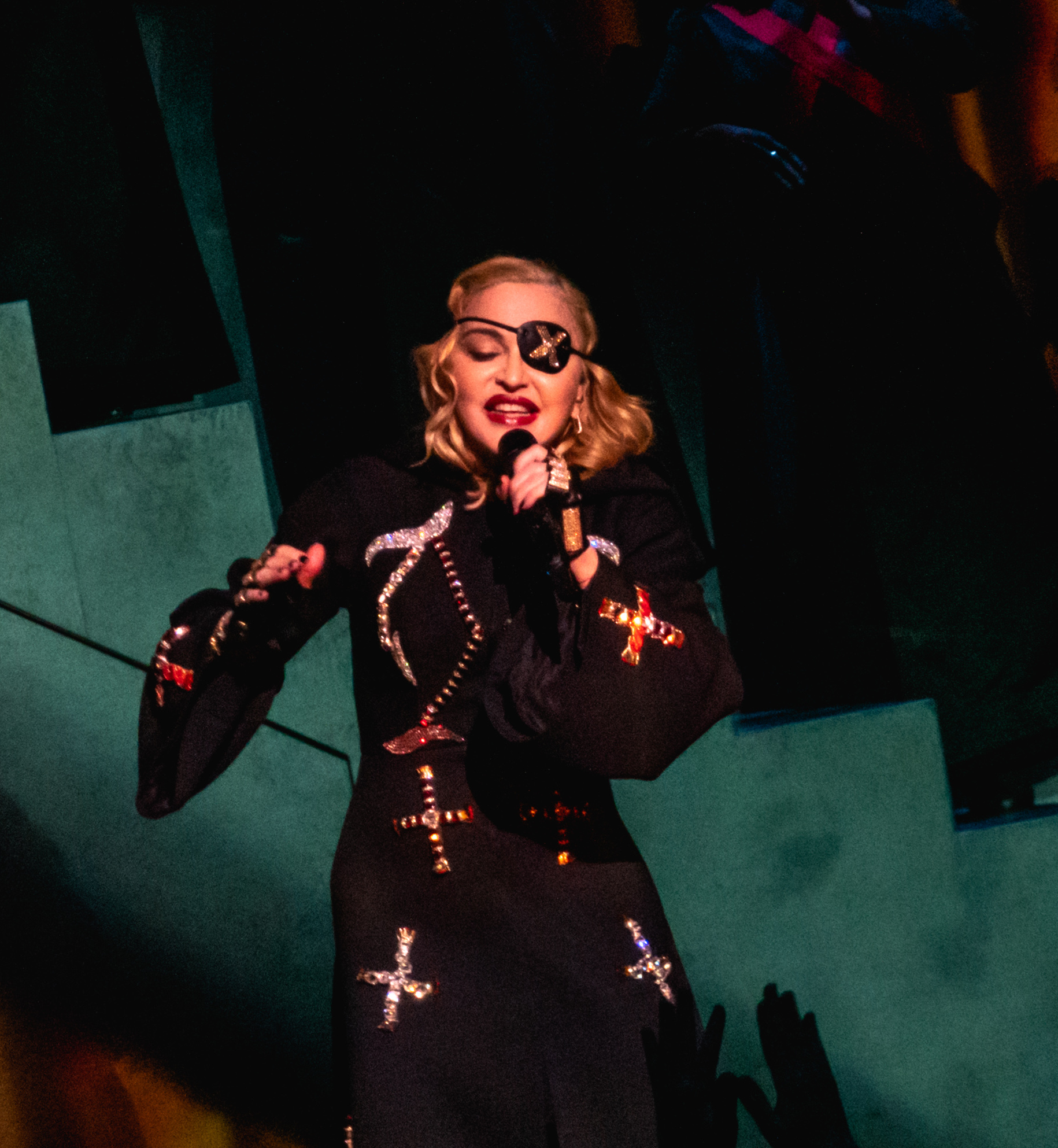
Певица Мадонна выступала в Палладиуме в 2020 году

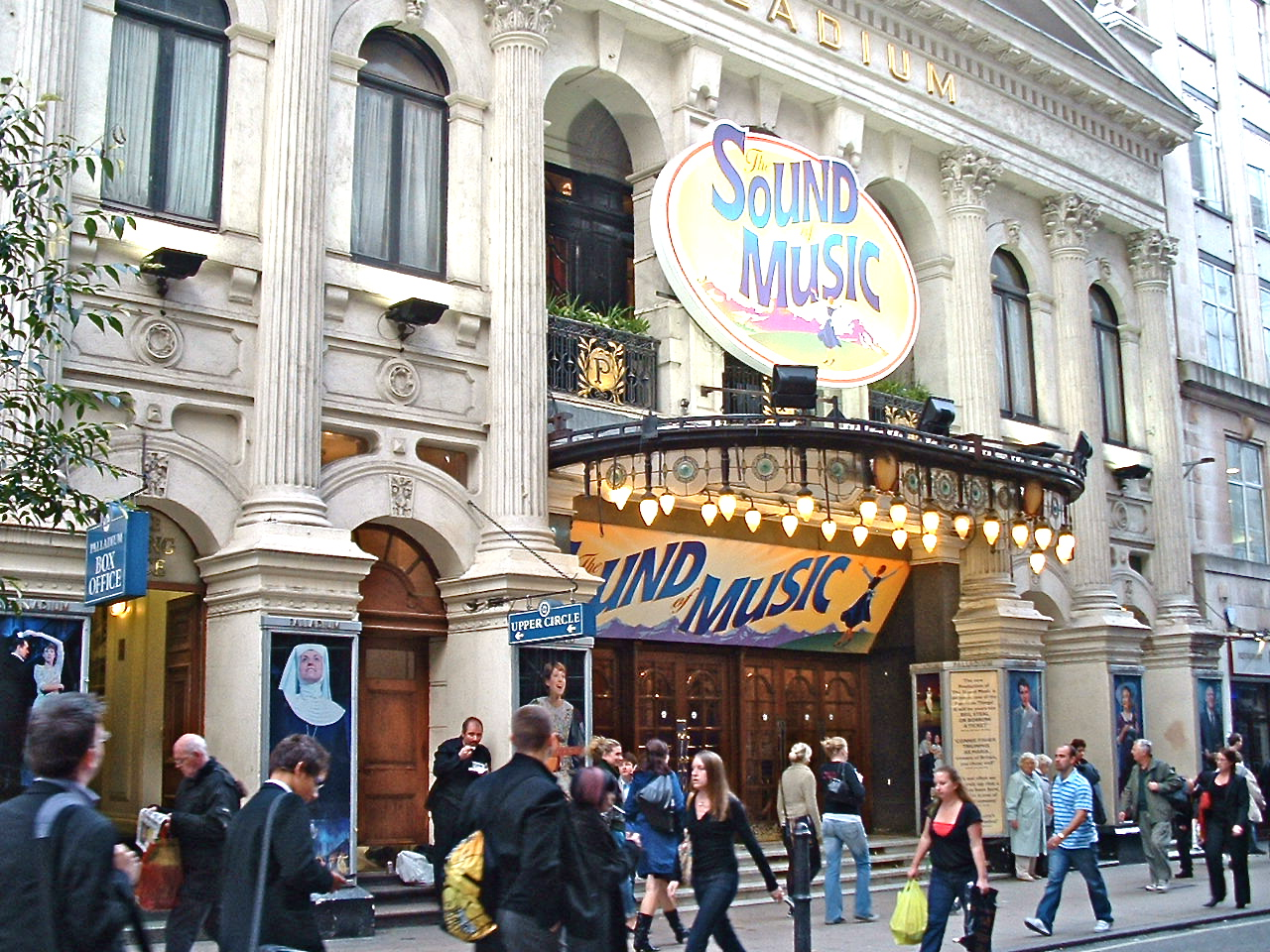
Палладиум в 2007 году

В 2000 году театр был приобретен компанией Эндрю Ллойда Уэббера. С 3 мая 2000 года по 5 января 2002 года в Палладиуме шел мюзикл «Король и я». До открытия касса уже собрала более 7 миллионов фунтов стерлингов. Эта версия шоу включала добавление новых диалогов и музыки, в то время как оригинальный материал был обновлен.
С апреля 2002 года по 4 сентября 2005 года в Палладиуме проходил мюзикл «Chitty Chitty Bang Bang». На протяжении трех с половиной лет в постановке снимались многие знаменитости. На Рождество 2005-06 года здесь был поставлен мюзикл «Скрудж», который закрылся 14 января 2006 года. С февраля 2006 года театр принимал новую музыкальную постановку под названием «Синатра в лондонском Палладиуме».
Постановка Ллойда Уэббера и Дэвида Йена Звуки музыки открылась в Палладиуме в ноябре 2006 года. Производство продолжалось чуть более двух лет, прежде чем закрылось 21 февраля 2009 года. В ней играли Конни Фишер и Саммер Страллен в роли Марии, Саймон Шепард, Александр Хансон и Саймон Маккоркиндейл в роли капитана Фон Траппа, Лесли Гаррет и Маргарет Прис в роли Матери-настоятельницы. 2 июня 2009 года открылась постановка мюзикла «Sister Act the Musical» с участием Патины Миллер в роли Делорис, Шейлы Хэнкок в роли матери-настоятельницы, Иэна Лавендера в роли монсеньора Говарда, Криса Джармена в роли Шенка, Ако Митчелла в роли Эдди, Кэти Роули Джонс в роли сестры Мэри Роберт, Клэр Гринуэй в роли сестры Мэри Патрик и Джулии Саттон в роли сестры Мэри Лазарус.
Руфус Уэйнрайт провел два аншлаговых концерта в театре 18 и 25 февраля 2007 года. 20 мая 2007 года в Палладиуме состоялась церемония вручения премии BAFTA 2007 года, которая транслировалась по телевидению каналом Би-би-си, в 2010 году телевизионная премия BAFTA вернулась в Палладиум. Палладиуму исполнилось 100 лет в 2010 году. 31 декабря 2010 года на BBC Two вышел часовой телевизионный спецвыпуск под названием «100 лет Палладиуму».

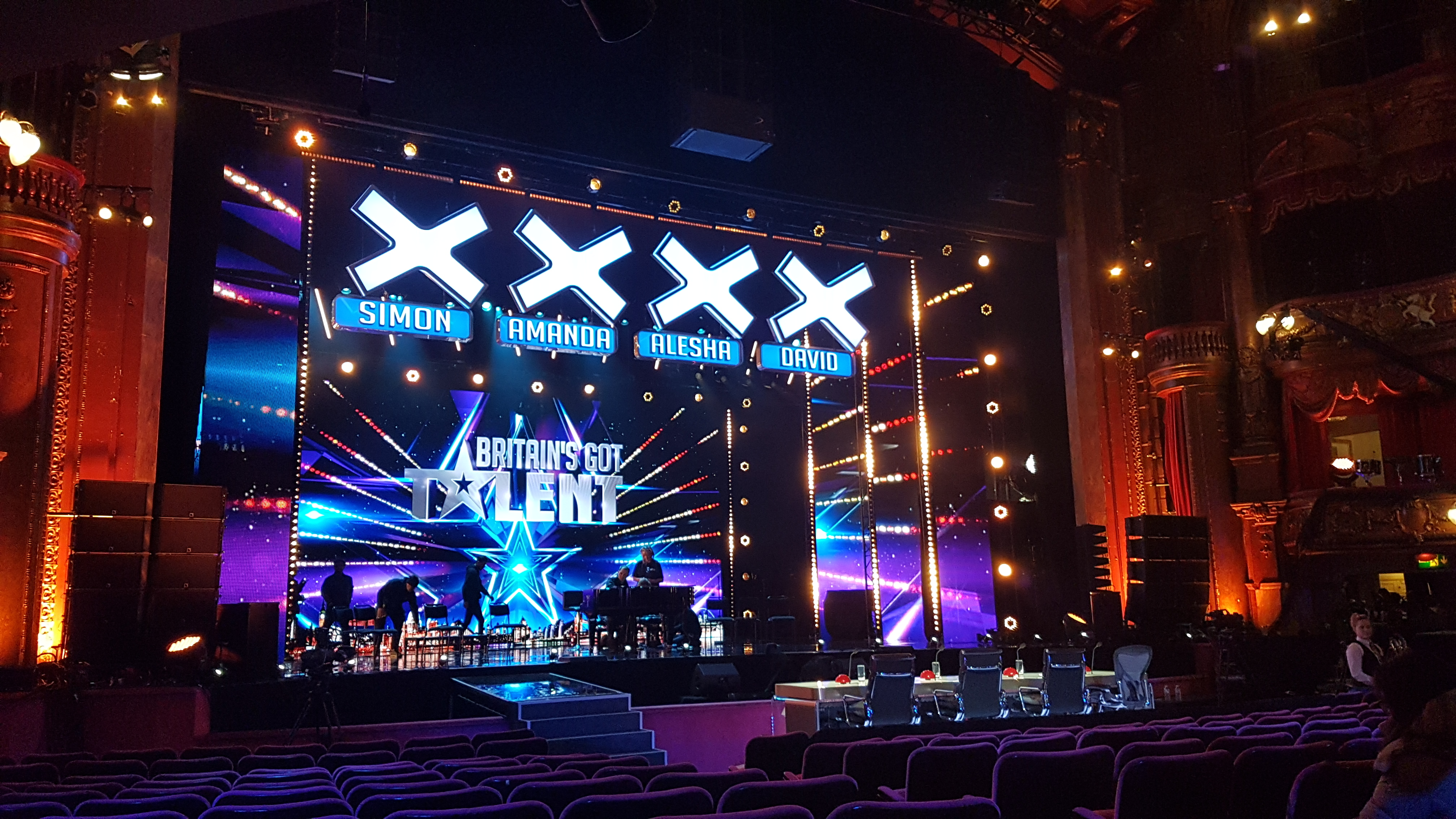
Прослушивания шоу Britain's Got Talent проходили в Палладиуме в январе 2019 года

С 2013 года, исключая 2014, 2015 и 2016 годы, шоу Britain’s Got Talent проводило прослушивания в Палладиуме.
В 2018 году прах ведущего и конферансье, сэра Брюса Форсайта был похоронен под сценой Палладиума, а на соседней стене была установлена синяя мемориальная доска в память о нём с описанием: Без сомнения, величайший артист Великобритании, он покоится в мире под звуки музыки, смеха и танцев… именно там, где он хотел бы быть.
С 26 июня по 8 сентября 2019 года Палладиум поставил 50-летнюю юбилейную постановку фильма Эндрю Ллойда Уэббера и Тима Райса «Иосиф и его удивительный плащ снов». Это была совершенно новая постановка с Шеридан Смит, Джейсоном Донованом и Джеком Ярроу.